# Беатриса Перейра де Алвін
Беатри́са Пере́йра де Алві́н (порт. Beatriz Pereira de Alvim; 1380—1412) — португальська шляхтянка. Графиня Барселуська, Оренська й Аррайолуська. Представниця роду Перейр. Єдина дитина барселуського графа, конетабля Нуну Перейри та Леонори де Алвін. Перша дружина інфанта Афонсу, позашлюбного сина португальського короля Жуана І, майбутнього герцога Браганського. В шлюб народила трьох дітей. Померла у Лісабоні, Португалія. Похована у монастирі кларисок у Вілі-ду-Конде. Також — Беатрі́ш.

## Сім'я
- Чоловік: Афонсу (1377—1461), герцог Браганський (1442—1461)
- Діти:
  - Ізабела (1380—1412) ∞ Жуан, конетабль Португалії
  - Афонсу (1400—1460), граф Оренський (1422—1460), маркіз Валенський (1451—1460)
  - Фернанду (1403—1478), герцог Браганський (1461—1478)